# 안성 매산리 석불입상
안성 매산리 석불입상(安城 梅山里 石佛立像)은 대한민국 경기도 안성시 죽산면 매산리에 있는 고려시대의 석불이다. 1973년 7월 10일 경기도의 유형문화재 제37호로 지정되었다.

## 개요
경기도 안성에 있는 높이 3.9m의 보살상으로 머리에는 보관(寶冠)이 높이 솟아 있는데, 고려 초기 보살상에서부터 흔히 나타나는 모습이다. 얼굴은 넙적하고 눈·코·입은 비례가 맞지 않아 독특한 인상을 주고 있다. 이러한 토속적인 얼굴은 높은 관과 더불어 보살상의 시대적인 특징을 잘 보여주고 있다.
얼굴에 비해서 체구는 작은 편이며 어깨는 둥글고 가슴은 듬직하게 처리되어 있다. 왼쪽 어깨만을 감싸고 있는 옷은 다소 두꺼우며, 상체에는 왼쪽 어깨에서 시작된 간략한 주름이 표현되고, 하체에는 계단식으로 처리된 U자형의 옷주름이 표현되었다. 양 손목에는 팔찌를 하고 있는데, 오른손은 가슴에 들어 손바닥을 밖으로 해서 보이게 했으며 손가락을 구부려 멋을 부리고 있고, 왼손은 복부에서 손등을 밖으로 향하고 있다. 두 다리는 정면으로 꼿꼿하게 서 있는데 다소 둔중하지만 다리 표현은 분명한 편이다.
듬직하고 우람하게 표현된 이 거구의 보살상은 개태사 석불입상(보물 제219호) 등 고려 초기 석불상들과 함께 당시의 대표적인 석조보살상으로 높이 평가된다.

## 참고 문헌
- 매산리석불입상 - 국가유산청 국가유산포털